# Campeonato Europeu de Ginástica Artística de 2013 - Resultados femininos
Os resultados femininos do Campeonato Europeu de Ginástica Artística de 2013 contaram com todas as provas individuais.

## Resultados

### Individual geral
| Posição           | Ginasta                 | Salto sobre a mesa | Barras assimétricas | Trave  | Solo   | Total  |
| ----------------- | ----------------------- | ------------------ | ------------------- | ------ | ------ | ------ |
| Medalha de ouro   | RUS Aliya Mustafina     | 15,033             | 15,133              | 14,400 | 14,466 | 59,032 |
| Medalha de prata  | ROU Larisa Iordache     | 14,900             | 13,833              | 14,833 | 14,866 | 58,432 |
| Medalha de bronze | RUS Anastasia Grishina  | 14,900             | 15,033              | 14,133 | 13,866 | 57,932 |
| 4                 | ROU Diana Bulimar       | 14,766             | 13,666              | 14,400 | 14,233 | 57,065 |
| 4                 | SUI Giulia Steingruber  | 15,066             | 13,800              | 14,366 | 13,833 | 57,065 |
| 6                 | ESP Roxana Popa         | 14,633             | 14,300              | 13,133 | 13,633 | 55,699 |
| 7                 | ITA Elisa Meneghini     | 13,866             | 13,633              | 14,000 | 13,700 | 55,199 |
| 8                 | GBR Ruby Harrold        | 13,900             | 14,033              | 13,300 | 13,400 | 54,633 |
| 9                 | ESP Maria Paula Vargas  | 13,833             | 13,900              | 13,400 | 13,200 | 54,333 |
| 10                | SWE Ida Gustafsson      | 13,833             | 13,966              | 13,233 | 13,100 | 54,132 |
| 11                | HUN Noemi Makra         | 13,833             | 13,466              | 13,700 | 12,966 | 53,965 |
| 11                | ITA Giorgia Campana     | 13,900             | 13,933              | 13,166 | 12,966 | 53,965 |
| 13                | SUI Ilaria Kaeslin      | 13,733             | 13,166              | 13,933 | 12,800 | 53,632 |
| 14                | GER Lisa Katharina Hill | 13,766             | 14,366              | 11,966 | 13,300 | 53,398 |
| 15                | POR Ana Filipa Martins  | 13,233             | 13,300              | 12,800 | 13,000 | 52,333 |
| 16                | NED Noel van Klaveren   | 14,366             | 11,733              | 12,366 | 13,333 | 51,798 |
| 17                | UKR Olena Vasylieva     | 13,300             | 12,766              | 13,266 | 12,000 | 51,332 |
| 18                | GBR Charlie Fellows     | 13,633             | 13,200              | 12,100 | 12,266 | 51,199 |
| 19                | AUT Lisa Ecker          | 13,766             | 12,500              | 12,400 | 12,525 | 51,191 |
| 20                | CZE Jana Sikulova       | 13,533             | 13,633              | 11,266 | 12,500 | 50,932 |
| 21                | GER Cagla Akyol         | 13,600             | 11,733              | 12,500 | 12,533 | 50,366 |
| 22                | HUN Dorina Boczogo      | 13,600             | 11,600              | 11,700 | 13,300 | 50,200 |
| 23                | AUT Elisa Haemmerle     | 13,933             | 12,366              | 11,033 | 12,600 | 49,932 |
| 24                | UKR Angelina Kysla      | 0,000              | 13,400              | 11,466 | 13,133 | 37,999 |

### Salto sobre a mesa
Finais
| Posição          | Ginasta                | Nota A  | Nota B  | Pen.    | Total 1 | Nota A  | Nota B  | Pen.    | Total 2 | Média total |
| Posição          | Ginasta                | Salto 1 | Salto 1 | Salto 1 | Salto 1 | Salto 2 | Salto 2 | Salto 2 | Salto 2 | Média total |
| ---------------- | ---------------------- | ------- | ------- | ------- | ------- | ------- | ------- | ------- | ------- | ----------- |
| Medalha de ouro  | SUI Giulia Steingruber | 6.200   | 9.100   |         | 15,300  | 5.200   | 9.000   |         | 14,200  | 14,750      |
| Medalha de prata | NED Noel van Klaveren  | 5.800   | 9.100   |         | 14,900  | 5.200   | 8.883   |         | 14,033  | 14,466      |
| Medalha de prata | ROU Larisa Iordache    | 5.800   | 9.100   |         | 14,900  | 5.200   | 8.833   |         | 14,033  | 14,466      |
| 4                | ISR Ofir Nezer         | 5.300   | 8.900   |         | 14,200  | 5.200   | 8.933   |         | 14,133  | 14,166      |
| 4                | SLO Teja Belak         | 5.300   | 8.900   |         | 14,200  | 5.300   | 8.833   |         | 14,133  | 14,166      |
| 6                | NED Chantysha Netteb   | 5.300   | 7.766   | 0,100   | 12,966  | 5.200   | 8.900   |         | 14,100  | 13,533      |
| 7                | RUS Maria Paseka       | 6.300   | 7.766   | 0,100   | 13,966  | 5.600   | 7.533   | 0,100   | 13,033  | 13,499      |
| 8                | CRO Tijana Tkalcec     | 5.300   | 7.566   |         | 12,866  | 5.300   | 8.200   |         | 13,500  | 13,183      |

### Barras assimétricas
Finais
| Posição           | Ginasta             | Nota A | Nota B | Pen. | Total  |
| ----------------- | ------------------- | ------ | ------ | ---- | ------ |
| Medalha de ouro   | RUS Aliya Mustafina | 6.300  | 9.000  |      | 15,300 |
| Medalha de prata  | SWE Jonna Adlerteg  | 6.000  | 8.633  |      | 14,633 |
| Medalha de bronze | RUS Maria Paseka    | 5.800  | 8.600  |      | 14,400 |
| 4                 | GER Sophie Scheder  | 6.000  | 8.366  |      | 14,366 |
| 5                 | ITA Giorgia Campana | 5.600  | 8.466  |      | 14,066 |
| 6                 | SWE Ida Gustafsson  | 5.800  | 7.366  |      | 13,166 |
| 7                 | GBR Rebecca Downie  | 5.900  | 7.100  |      | 13,000 |
| 8                 | GBR Ruby Harrold    | 5.800  | 7.100  |      | 12,900 |

### Trave
Finais
| Posição           | Ginasta                 | Nota A | Nota B | Pen. | Total  |
| ----------------- | ----------------------- | ------ | ------ | ---- | ------ |
| Medalha de ouro   | ROU Larisa Iordache     | 6.400  | 8.866  |      | 15,266 |
| Medalha de prata  | ROU Diana Bulimar       | 6.000  | 8.833  |      | 14,833 |
| Medalha de bronze | RUS Anastasia Grishina  | 5.600  | 8.766  |      | 14,366 |
| 4                 | ITA Carlotta Ferlito    | 5.800  | 8.266  |      | 14,066 |
| 5                 | POL Katarzyna Jurkowska | 5.500  | 8.366  |      | 13,866 |
| 6                 | GBR Ruby Harrold        | 5.100  | 8.533  |      | 13,633 |
| 7                 | ITA Elisa Meneghini     | 5.700  | 7.433  |      | 13,133 |
| 8                 | UKR Olena Vasylieva     | 4.100  | 5.833  |      | 9,933  |

### Solo
Finais
| Posição           | Ginasta                | Nota A | Nota B | Pen.  | Total  |
| ----------------- | ---------------------- | ------ | ------ | ----- | ------ |
| Medalha de ouro   | RUS Ksenia Afanasyeva  | 6.300  | 8.866  |       | 15,166 |
| Medalha de prata  | ROU Larisa Iordache    | 6.100  | 8.633  |       | 14,733 |
| Medalha de bronze | ROU Diana Bulimar      | 5.800  | 8.733  |       | 14,533 |
| 4                 | RUS Anastasia Grishina | 5.800  | 8.433  |       | 14,233 |
| 5                 | ITA Carlotta Ferlito   | 5.600  | 8.616  |       | 14,216 |
| 6                 | SUI Giulia Steingruber | 6.000  | 8.300  | 0,200 | 14,100 |
| 7                 | ESP Roxana Popa        | 5.700  | 8.200  |       | 13,900 |
| 8                 | UKR Krystina Sankova   | 5.700  | 7.166  |       | 12,866 |